# Necmettin
Necmettin ist ein türkischer männlicher Vorname arabischer Herkunft, abgeleitet von dem arabischen Vornamen Najm al-Din.

## Verbreitung
Der Name wird in Deutschland seit 2009 hin und wieder bei der Namenswahl berücksichtigt. In den letzten 10 Jahren wurde er etwa 30 Mal gewählt. In Österreich kommt der Name seit 1999 in der Namensgebung vor, bis 2023 wurde er sechs Mal vergeben. Den Namen tragen in der Schweiz 35 Personen (Stand 2023). In Belgien wurden seit 1995 fünf Jungen so genannt.

## Namensträger
- Necmettin Erbakan (1926–2011), türkischer Politiker
- Necmettin Karaduman (1927–2017), türkischer Politiker
- Necmettin Sadak (1890–1953), türkischer Diplomat, Journalist und Politiker

## Weiteres
- Dr. Necmettin Şeyhoğlu Stadı, Fußballstadion in der türkischen Stadt Karabük